# Stara Wieś (powiat przasnyski)
Stara Wieś – wieś w Polsce, położona w województwie mazowieckim, w powiecie przasnyskim, w gminie Chorzele. Ma status sołectwa.
| SIMC    | Nazwa          | Rodzaj     |
| ------- | -------------- | ---------- |
| 0507851 | Opiłki Płoskie | przysiółek |

W latach 1975–1998 miejscowość należała administracyjnie do województwa ostrołęckiego.